# Phakettia cactoides
Phakettia cactoides är en svampdjursart som först beskrevs av Burton 1928.  Phakettia cactoides ingår i släktet Phakettia och familjen Dictyonellidae. Inga underarter finns listade i Catalogue of Life.